# Kim Eun-jung (futbolista)
Kim Eun-jung (en coreano: 김은중; Seúl, Corea del Sur; 8 de abril de 1979) es un exfutbolista y entrenador de fútbol de Corea del Sur que jugaba en la posición de delantero. Actualmente es el entrenador de la selección nacional sub-20.

## Carrera

### Club
| Periodo   | Club                       | Apariciones | Goles |
| --------- | -------------------------- | ----------- | ----- |
| 1997–2003 | Daejeon Citizen            | 125         | 29    |
| 2003      | Vegalta Sendai             | 10          | 2     |
| 2004–2008 | FC Seoul                   | 93          | 28    |
| 2009      | Changsha Ginde             | 28          | 7     |
| 2010–2011 | Jeju United                | 60          | 19    |
| 2012–2013 | Gangwon FC                 | 54          | 16    |
| 2013      | → Pohang Steelers (cedido) | 9           | 1     |
| 2014      | Daejeon Citizen            | 17          | 3     |

### Selección nacional
Jugó para Corea del Sur en 15 ocasiones de 1998 a 2004 y anotó cinco goles; participó en la Copa Asiática 2004 y en dos ediciones de los Juegos Asiáticos.

### Entrenador
| Periodo | Club              |
| ------- | ----------------- |
| 2017    | AFC Tubize        |
| 2017-   | Corea del Sur U20 |

## Logros

### Club
- Daejeon Citizen
  - Korean FA Cup: 2001

- FC Seoul
  - Korean League Cup: 2006

- Pohang Steelers
  - K League: 2013

### Individual
- Goleador de la Korean FA Cup de 2001
- Mejor Jugador de la Korean FA Cup de 2001
- Orden al Mérito Deportivo – Fierce Tager de 2002
- Mejor Jugador del K League All-Star Game de 2004
- Equipo Ideal de la K League en 2006 y 2010
- Mejor Jugador de la K League en 2010